# سبيل اللوزة الدماغية
سبيل اللوزة الدماغية أو السبيل البطني اللوزي، هو أحد السبل الرئيسية الثلاثة الصادرة من اللوزة. يبدأ السبيل من النواة القاعدية الجانبية والنواة المركزية للوزة الدماغية. تتوضع اللوزة الدماغية –أحد بنى الجهاز الحوفي- في الفص الصدغي الإنسي للدماغ. تتضمن السبل الرئيسية الأخرى الصادرة من اللوزة سبيل السطر الانتهائي والصوار الأمامي.
يحمل السطر الانتهائي المعلومات من النوى القشرية للوزة الدماغية بشكل أساسي، بينما يحمل السبيل البطني اللوزي معلومات النوى المركزية والقاعدية الجانبية وينقلها لعدة أهداف تتضمن: النواة الظهرية الإنسية للمهاد والوطاء والدماغ الأمامي القاعدي وجذع الدماغ والنواة الحاجزية والنواة المتكئة. يرسل السبيل اللوزي وسبيل السطر الانتهائي المعلومات إلى المنطقة الحاجزية والوطاء والمهاد. تصل معلومات سبيل السطر الانتهائي إلى المنطقة الحاجزية بطريقة بطيئة وغير مباشرة متخذةً مسارًا يمر بجوار البطينات الجانبية بشكل يشبه الحرف C، بينما يكون السبيل البطني اللوزي سريع ومباشر لكونه يحوي نسبة أعلى من المحاور المغلفة بالنخاعين، وهذا ما يجعل السبيل يبدو بلون أغمق في المقاطع العرضية الملونة.
يسمح السبيل اللوزي وسبيل السطر الانتهائي للوزة القشرية الإنسية بالسيطرة المباشرة على الوطاء الإنسي وللوزة القاعدية الجانبية بالسيطرة المباشرة على الوطاء الجانبي والمنطقة السنجابية المركزية. تسيطر اللوزة أيضًا على الوطاء والسنجابية المركزية بشكل غير مباشر عبر النواة السريرية للسطر الانتهائي. يلعب السبيل اللوزي دورًا هامًا في التعلم الترابطي.

## اللوزة الدماغية

### النواة القاعدية الجانبية
تشكل النواة القاعدية الجانبية الجزء الأكبر من اللوزة الدماغية. توفر الألياف التي تصلها بالنواة المركزية رابطًا رئيسيًا بين الإحساس بالمشاعر والتعبير عنها.
تتكون النواة القاعدية الجانبية من خمسة أجزاء: الجزء الخلفي الجانبي والجزء البطني الإنسي والجزء المتوسط والجزء الظهري والجزء البطني الجانبي.
تنقل النواة القاعدية معلومات بصرية وسمعية وحسية جسدية. ترتبط النواة القاعدية مع القشرة الدماغية بشكل وثيق، وتشابهها من الناحية الوظيفية أكثر من النواة المركزية. تختلف النواة القاعدية الجانبية عن القشرة الدماغية بعدم امتلاكها طبقات، ولكنها تحوي خلايا عصبية هرمية ترتبط بالتلفيف المجاور للحصين وأجزاء أخرى من القشرة. يعتبر ارتباطها بقشرة الجزيرة الدماغية والقشرة الحجاجية والجدار الإنسي للفص الصدغي أوثق أشكال الارتباط بالقشرة الدماغية. تسمح هذه الارتباطات للنواة القاعدية بتلقي وتعديل المعلومات الحسية. تشكل الغلوتامات أو الأسبارتات النواقل العصبية المستخدمة في هذه الارتباطات. تتلقى القشرة الدماغية الحديثة والنواة القاعدية ألياف عصبية من النواة القاعدية لماينرت.
يؤدي تنبيه النواة القاعدية إلى انخفاض الرغبة بتناول الطعام، بينما يؤدي تنبيه مجموعة النوى القاعدية إلى زيادة التيقظ والانتباه. تتضمن مكونات المجموعة ما يلي: النواة القاعدية الجانبية والنواة الجانبية والنواة القاعدية الإنسية.
تتعاون النواة القاعدية الجانبية مع النواة المركزية في توليد استجابة الخوف عبر تأثير النواة المركزية على مناطق من جذع الدماغ باستخدام السبيل اللوزي وسبيل السطر الانتهائي. تتوسط النواة القاعدية لدى الفئران سبيل الإحساس بالقلق.
أظهرت بعض الدراسات وجود الأوكسيتوسين في النوى القاعدية الجانبية. وفي إحدى الدراسات، وجد الباحثون انخفاضًا في تباين السبيل اللوزي لدى المرضى الذين يتناولن المواد الأفيونية لأغراض طبية.